# Patrik Ingelsten
Patrik Ingelsten, né le 25 janvier 1982 à Hillerstorp en Suède, est un footballeur suédois.

## Palmarès

### Club
Halmstads BK :
- Allsvenskan :
  - Finaliste : 2004

 Kalmar FF :
- Allsvenskan :
  - Champion : 2008

- Svenska Cupen :
  - Champion : 2007
  - Finaliste : 2008

- Supercupen :
  - Finaliste : 2008

 SC Heerenveen :
- Coupe KNVB :
  - Champion : 2009

### Individuel
- Meilleur buteur de l'Allsvenskan : 2008